# Palenica (Schlesische Beskiden)

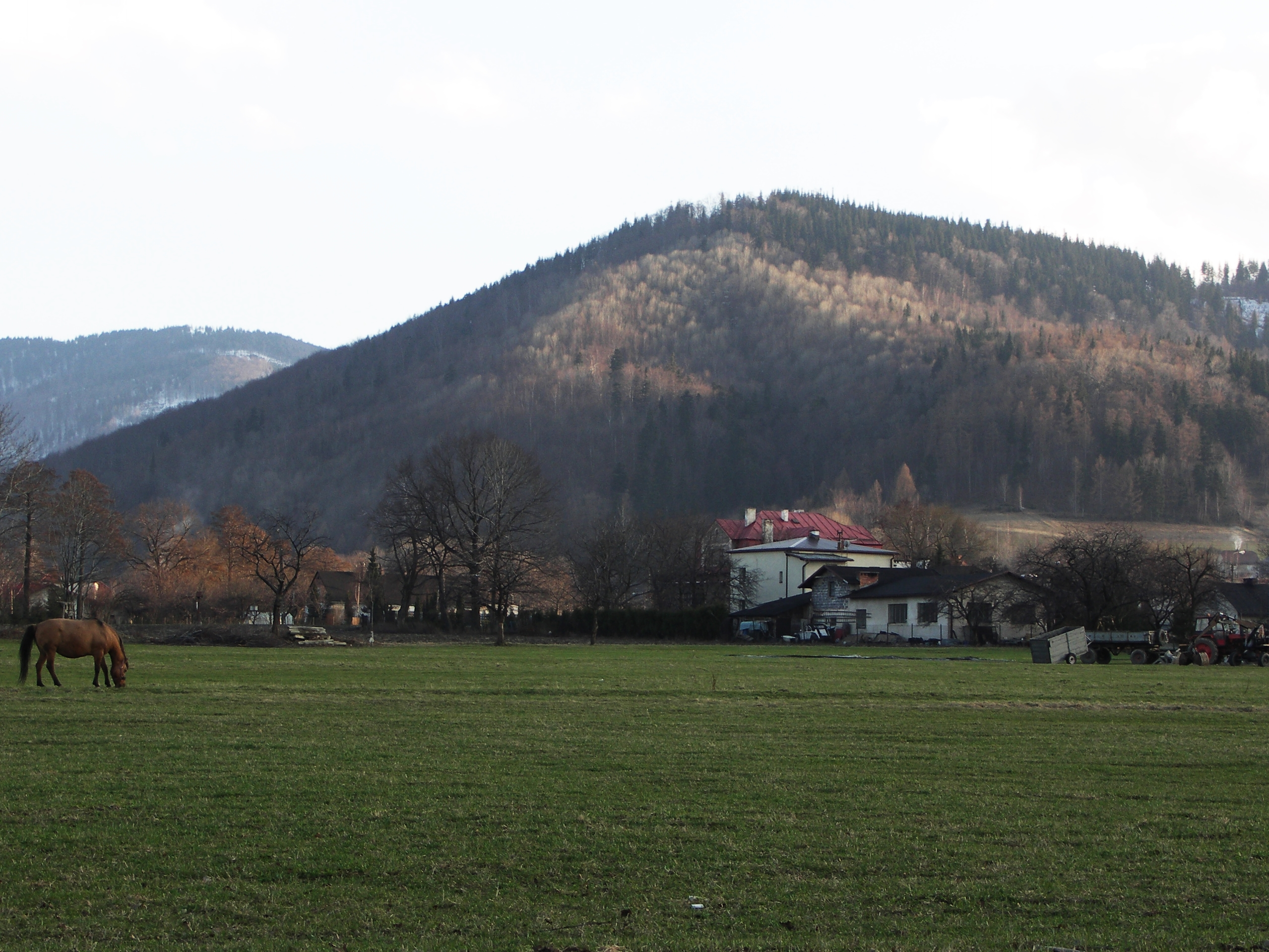
Blick von Westen

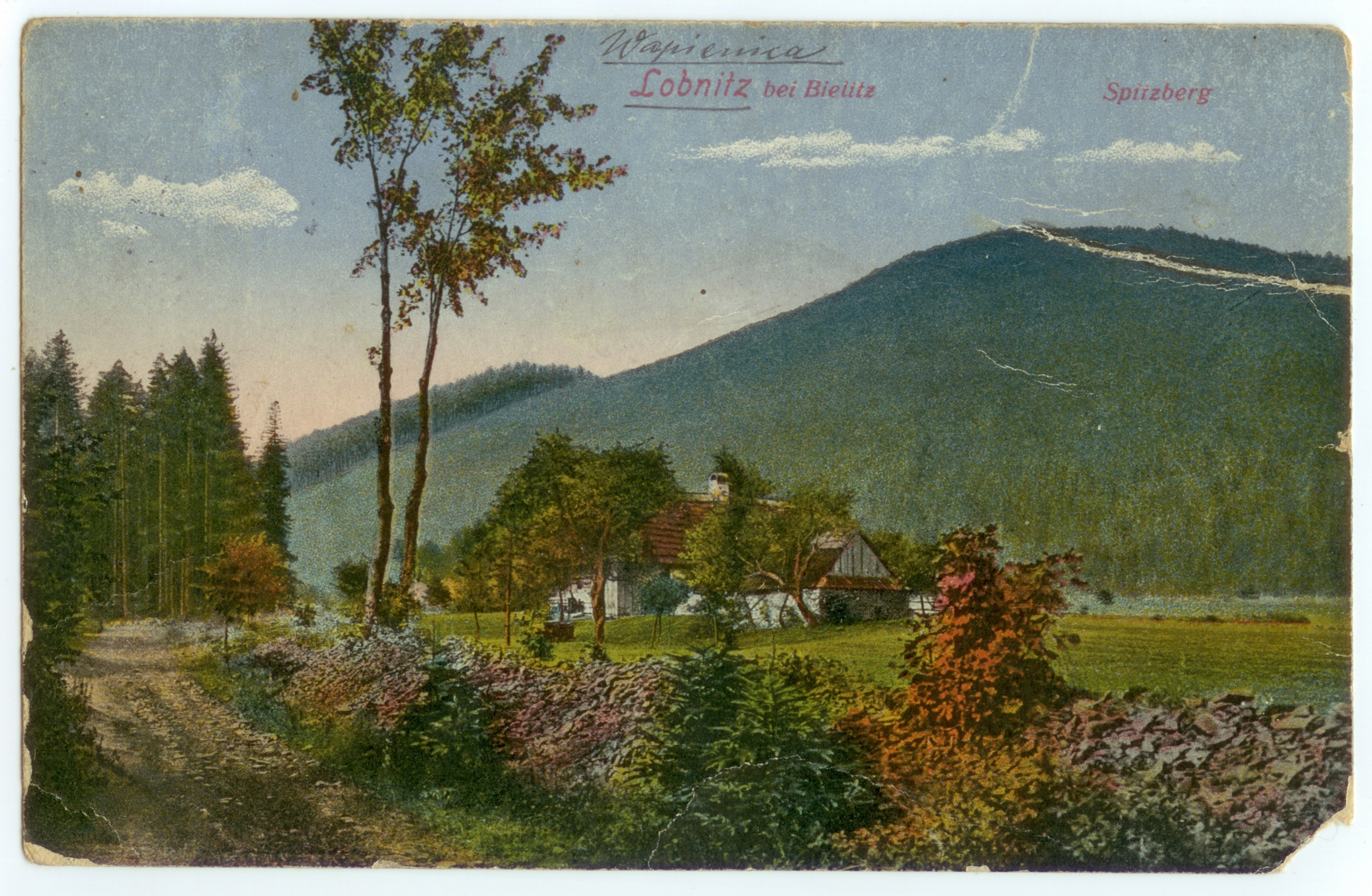
Postkarte aus den 1920er Jahren

Die Palenica (deutsch: Spitzberg) ist ein Berg in Polen. Er liegt auf dem Gemeindegebiet von Bielsko-Biała. Mit einer Höhe von 688 m ist er einer der niedrigeren Berge im Klimczok-Kamm der Schlesischen Beskiden. Der Berg ist ein beliebtes Touristenziel mit vielen Ausblicken auf die benachbarten Gebirge und das Tiefland. 
Auf dem Gipfel befand sich eine Befestigungsanlage der Lausitzer Kultur aus dem 1. Jahrtausend vor Christus. Der ca. 1,5 bis 2 m hohe Befestigungsring ist noch erhalten. In der Nähe befinden sich ca. hundert kleinere Steinhügel.
Während der Gegenreformation unter den Habsburgern fanden auf der Palenica verbotene evangelische Gottesdienste statt.

## Tourismus
Auf den Gipfel führen mehrere markierte Wanderwege von Bielsko-Biała.